# Felipe Arrese Beitia
Felipe Arrese Beitia (Ochandiano, 25 de mayo de 1841 - 16 de enero de 1906) fue un escultor de temas religiosos, escritor y poeta vasco. Escribió poemas elegíacos sobre la supuesta e inminente desaparición del euskera. También estudió pintura en la ciudad de Vitoria.

## Biografía
Felipe Arrese Beitia no fue persona de muchos estudios, pero sí muy religiosa. Tras comenzar sus primeros estudios en Ochandiano a los siete años, dejó la escuela a los trece para ayudar a su padre en la carpintería. Allí continuaría con la afición que desde niño tenía por la escultura, esculpiendo cruces. Tres años después marchó a Vitoria para aprender el oficio, bajo la vigilancia del santero Marcos Ordozgoiti Murua, escultor vitoriano. Compaginaba el trabajo diurno en el taller con el estudio del dibujo por las noches. Alumno esforzado, Arrese consiguió el primer premio de su promoción, aunque este hecho y la predilección que sentía el maestro por él, generaron la hostilidad de algunos compañeros, por lo cual regresó a Ochandiano a los dieciocho años para abrir su propio taller. Sus experiencias en Vitoria las menciona en el poema "Bitoria'ko Uria".
Por sus facultades para el dibujo y la escultura, la Diputación de Vizcaya le ofreció una beca para estudiar en Roma, la cual rechazó debido a los peligros que esta estancia acarrearía a su fe y a su moral. A partir de 1865 realizó su trabajo de santero por diversas localidades vascas, como Oñate, Vitoria, San Sebastión, Aramayona, Abadiano, Aránzazu, Yurreta, Urquiola, entre otras, si bien pocos sus trabajos se han conservado hasta el siglo XXI.
Ese mismo año de 1865 publicó su primer poema y comenzó a escribir poesía para la Revista Euskara a petición de Arturo Campión, creador y director de la publicación, que acudió de visita a su casa de Ochandiano. En esta casa, en la biblioteca del segundo piso escribía sus poemas Arrese Beitia.Trabajó también como profesor santero, alternando este oficio con su afición por la poesía y el euskara.
En 1871 se casó con Ángela Bengoa con la que tuvo seis hijos de los que le sobrevivieron dos. En 1873, iniciada la segunda guerra carlista, aun siendo simpatizante carlista, se declaró antimilitarista y se trasladó a San Sebastián. Allí realizó los retratos de conocidos ciudadanos vascos para colocarlos en el "Instituto Provincial". En este período, en 1874, publicó un manual de gramática y léxico vizcaíno: Diccionario y Manual Bascongado y Castellano y Elementos de Gramática. En esta época conoció a José Manterola, fundador y director de la revista Euskal-Erria. Este publicaría sus poemas y traduciría algunos al castellano. Arrese dedicó a Manterola varios poemas, reflejo de su amistad, como "Nere erriko ujola", y fallecido Manterola, "Nire adiskide laztan", "Manterolaren eriotzea" y "Euskal festa onen asmatzalle eta gidari On Jose Manterola zanari koroitzea".

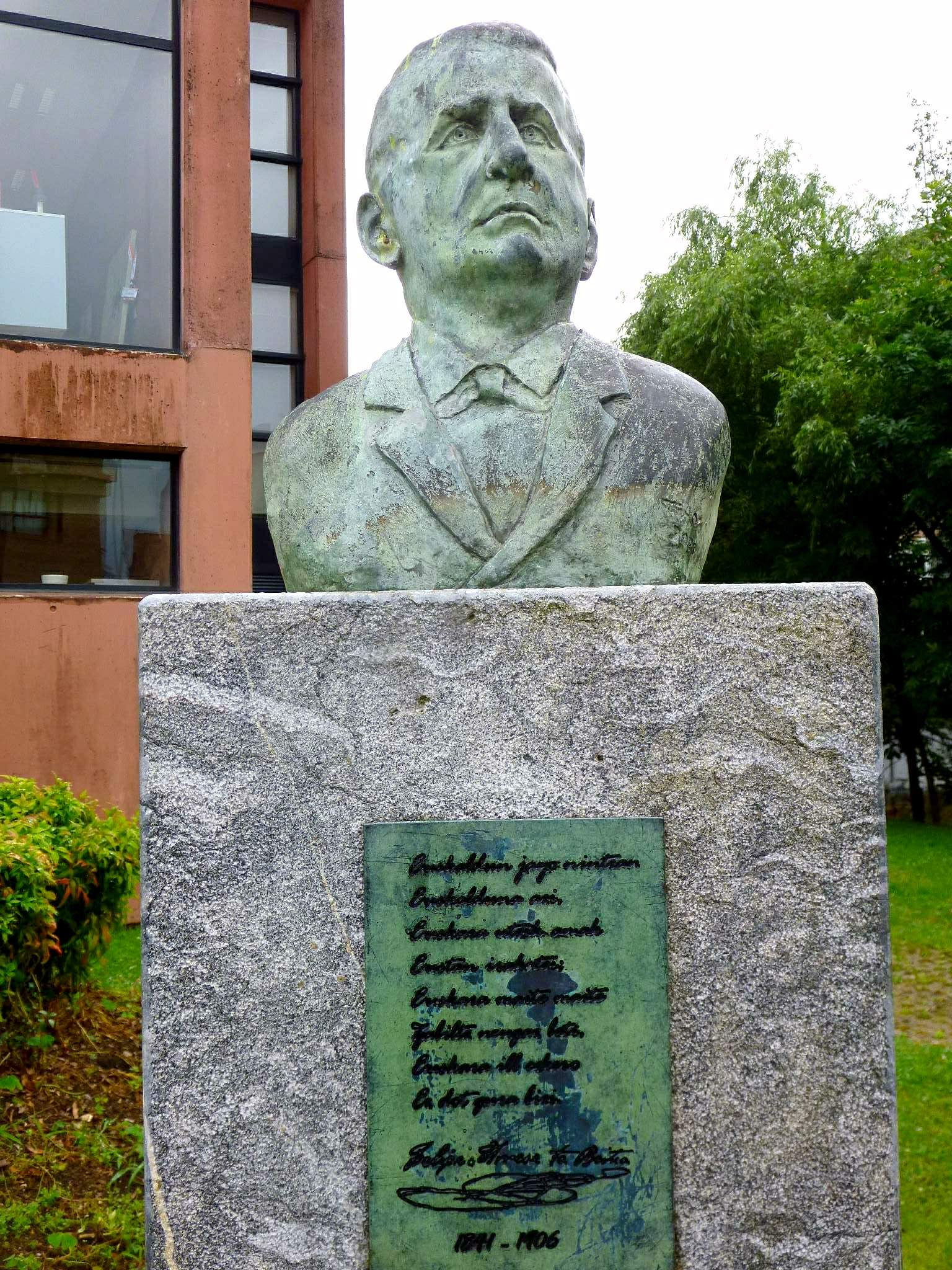
Busto en memoria de Felipe Arrese Beitia erigido en Durango, Vizcaya

Tras tres años en San Sebastián, la familia retornó a Ochandiano. Allí falleció en 1894 su esposa, quien durante todo este periodo había leído y corregido sus poemas. Arrese le dedicó los poemas "Anjela", "Eriotzea" e "Illetea". A causa de la juventud de sus hijos, volvió a casarse con Gabriela Iturrieta.
Trabó amistad con numerosos vascófilos. Así su amistad con el capitán Duvoisin, surgió en los Juegos Florales de Elizondo. Fue también gran amigo de Antoine D'Abbadie, el impulsor y organizador de los Juegos Florales (Lore Jokoak en euskera). Se relacionó además con Arturo Campión y José Manterola, director de la revista Euskal-Erria, y con Antonio Arzac quien fue director de la misma publicación después del anterior, y con su sucesor, López Alen. Enviaba sus poemas a Resurrección María de Azkue para que los publicara en la revista Euskalzale. Ambos conversaban sobre filología y lenguaje, por lo que Azkue tomó en consideración la opinión de Arrese mencionándolo entre los colaboradores vizcaínos en la introducción del Diccionario Vasco-Español-Francés. Así mismo sostuvo relaciones epistolares con Sabino Arana, Ramón de la Sota, Juan Carlos Guerra, Menéndez Pelayo y Emilia Pardo Bazán.
En su vejez, una afección cardíaca le hizo abandonar su oficio de santero, viviendo sus últimos años gracias a la ayuda económica de un grupo de nacionalistas vascos acomodados.

## Obra
Como indica Aizpuru, «su obra, además de estar repleta de reminiscencias biblícas y recurrir a los temas ya conocidos, fueros, valores tradicionales, amor a la tierra, sobresale por dos cuestiones: "la confrontación radical, agónica, entre la sociedad vasca tradicional en trance de desaparición y las fuerzas exteriores, Castilla o España" primero y el acento puesto en el euskera, símbolo y bastión de Vasconia e inseparable de la cuestión foral, en segundo lugar».

## Premios y reconocimientos
- 1879, Premio de los Juegos Florales de Elizondo por su composición Ama Euskeriari azken agurrak.[4]
- 1881, Premios de los Juegos Florales de Irún por su composición Jaungoikoa eta fueroak y por Danok Bat.[6]